# Processo ferro-vapore
Il processo ferro-vapore è un processo di produzione di idrogeno usato un tempo industrialmente, ma ormai in disuso.
La reazione prevedeva di far passare vapore acquo a 700 °C su ferro metallico:
Fe + H2O → FeO + H2
L'ossido di ferro veniva successivamente ridotto a ferro metallico con CO:
FeO + CO → Fe + CO2